# インデニエ＝ジブアリン州
インデニエ＝ジブアリン州(フランス語：Région de l'Indénié-Djuablin)はコートジボワール南東部のコモエ地方北部の州。
州都はアベンゴウロー。
2014年の人口は約56万人。

## 地理
- 北：ゴントゴ州
- 東：ガーナ
- 南：南コモエ州
- 南西：ラミー州
- 西：モロヌ州
- 北西：イッフ州

## 行政区画
- Abengourou
- Agnibilékrou
- Bettié